# Pawieł Mieładze
Pawieł Grigorjewicz Mieładze (ros. Павел Григорьевич Меладзе, ur. 1898 we wsi Dmanisi w guberni tyfliskiej, zm. 28 czerwca 1937 w Tbilisi) – radziecki działacz państwowy i partyjny.
Od 1918 należał do RKP(b), od maja 1929 do 1930 był sekretarzem odpowiedzialnym Abchaskiego Komitetu Obwodowego Komunistycznej Partii (bolszewików) Gruzji, a od 13 października do 14 listopada 1931 III sekretarzem KC KP(b)G. Od 14 listopada 1931 był II sekretarzem KC KP(b)G i członkiem Biura KC KP(b)G, później do lutego 1937 pracował w Radzie Komisarzy Ludowych Gruzińskiej SRR. 20 lutego 1937 został aresztowany, następnie skazany na śmierć i rozstrzelany.